# Gaspar de Rocamora y García de Lasa
Gaspar de Rocamora y García de Lasa (Orihuela, diciembre de 1613-Orihuela, 1666) fue el II marqués de Rafal y II barón de Puebla de Rocamora desde 1639 hasta 1666.

## Historia
Nacido en Orihuela en diciembre de 1613, era el séptimo hijo de Jerónimo de Rocamora y Thomas y primero de su segundo matrimonio con María García de Lasa. 
Heredó sus títulos gracias al testamento de su padre, ya que su hermano Nicolás como primogénito, tenía derechos hereditarios superiores a los de Gaspar, aunque sólo sobre la baronía de Puebla de Rocamora y no sobre el marquesado de Rafal. Pero el sentido patrimonial que daba la nobleza a los títulos nobiliarios, haciendo de estos posesiones privadas y familiares, llevó a Jerónimo a repartir sus posesiones en testamento entre dos de sus hijos varones. 
A Gaspar le otorgó el título de marqués de Rafal y la baronía de Puebla de Rocamora, mientras que a su hermano Nicolás le correspondió el señorío de Benferri.
Gaspar de Rocamora fue portador del título de marqués de Rafal durante 27 años, desde 1639 hasta su muerte acaecida en 1666, siendo además caballero de la Orden de Santiago y familiar del Santo Oficio.
El marqués mantuvo continuas pugnas con su primo lejano Fray Pedro de Dávalos y Rocamora, III conde de Granja de Rocamora, ya que Gaspar exigía que se le asignara el condado en testamento. Fray Pedro había heredado el condado de su madre, Violante de Rocamora y Maza, y esta lo había hecho de su hermano el primer conde de Granja de Rocamora Francisco de Rocamora y Maza. Al no haber tenido descendencia ni Francisco ni Fray Pedro, la rama de los Rocamora de la Casa de Granja quedó extinguida, dejando Fray Pedro en su testamento el condado a los Jesuitas, cosa a la que se oponía Gaspar alegando que La Granja era una propiedad histórica de los Rocamora. Finalmente pasó a los Jesuitas, regresando más tarde, en 1755, al dominio de los Rocamora, pero esta vez, a la rama de marqueses de Rafal.
Gaspar de Rocamora y García de Lasa se desposó con María Manuela Fernández de Valenzuela y Vázquez, señora de Cinco Alquerías, pero no llegó a tener descendencia, recayendo el título tras su muerte en manos de su hermano Juan de Rocamora y García de Lasa por expreso deseo de Gaspar, lo que evitó la unión de las posesiones que en un pasado habían estado bajo los dominios de Jerónimo, caso que se hubiese producido si hubiese heredado Nicolás, señor de Benferri. 
Gaspar realizó su testamento en Orihuela el 26 de agosto de 1666, falleciendo meses después.
| Predecesor: Jerónimo de Rocamora y Thomas | Marqués de Rafal 1639-1666            | Sucesor: Juan de Rocamora y García de Lasa |
| Predecesor: Jerónimo de Rocamora y Thomas | Barón de Puebla de Rocamora 1639-1666 | Sucesor: Juan de Rocamora y García de Lasa |

- Datos: Q5875894